# Mistrzostwa Świata w Narciarstwie Klasycznym 1931
Mistrzostwa Świata w Narciarstwie Klasycznym 1931 miały miejsce w dniach 13-15 lutego 1931 w Oberhofie, w Republice Weimarskiej.

## Biegi narciarskie

### Biegi narciarskie mężczyzn
| Konkurencja | Data           | Złoto                | Srebro              | Brąz          |
| ----------- | -------------- | -------------------- | ------------------- | ------------- |
| 18 km       | 13 lutego 1931 | Johan Grøttumsbråten | Kristian Hovde      | Nils Svärd    |
| 50 km       | 15 lutego 1931 | Ole Stenen           | Martin Peder Vangli | Karl Lindberg |

## Kombinacja norweska
| Konkurencja         | Data           | Złoto                | Srebro          | Brąz             |
| ------------------- | -------------- | -------------------- | --------------- | ---------------- |
| Zawody indywidualne | 13 lutego 1931 | Johan Grøttumsbråten | Sverre Kolterud | Arne Rustadstuen |

## Skoki narciarskie
| Konkurencja                   | Data           | Złoto       | Srebro         | Brąz          |
| ----------------------------- | -------------- | ----------- | -------------- | ------------- |
| Duża skocznia – indywidualnie | 13 lutego 1931 | Birger Ruud | Fritz Kaufmann | Sven Eriksson |

## Klasyfikacja medalowa
| Pozycja | Państwo    | Złoto | Srebro | Brąz | Razem |
| ------- | ---------- | ----- | ------ | ---- | ----- |
| 1       | Norwegia   | 4     | 3      | 1    | 8     |
| 2       | Szwajcaria | 0     | 1      | 0    | 1     |
| 3       | Szwecja    | 0     | 0      | 3    | 3     |